# Фонтанжи
Фонтанжи́ (фр. Fontangy) — коммуна во Франции, находится в регионе Бургундия. Департамент коммуны — Кот-д’Ор. Входит в состав кантона Преси-су-Тий. Округ коммуны — Монбар.
Код INSEE коммуны — 21280.

## Население
Население коммуны на 2010 год составляло 149 человек.
| 1962 | 1968 | 1975 | 1982 | 1990 | 1999 | 2010 |
| ---- | ---- | ---- | ---- | ---- | ---- | ---- |
| 208  | 204  | 181  | 166  | 153  | 147  | 149  |

## Экономика
В 2010 году среди 96 человек трудоспособного возраста (15—64 лет) 79 были экономически активными, 17 — неактивными (показатель активности — 82,3 %, в 1999 году было 65,4 %). Из 79 активных жителей работали 71 человек (38 мужчин и 33 женщины), безработных было 8 (4 мужчины и 4 женщины). Среди 17 неактивных 5 человек были учениками или студентами, 6 — пенсионерами, 6 были неактивными по другим причинам.